# 阿史那弥射
阿史那弥射（？—662年），唐朝突厥族将领，西突厥兴昔亡可汗，室点密可汗五世孙，在本蕃为莫贺咄叶护。

## 生平
贞观六年（632年），唐太宗遣鸿胪少卿刘善因立弥射为奚利邲咄陆可汗（有学者怀疑弥射和咄陆可汗阿史那泥孰、以及阿史那思摩属下的右贤王阿史那泥孰是同一人），其族兄阿史那步真欲自立为可汗，遂谋杀弥射弟侄二十余人。阿史那弥射和阿史那步真不相容，以贞观十三年（639年）率所部处月、处密部落投靠唐朝，授右监门大将军。
贞观十九年（645年），阿史那弥射跟随太宗征高句丽有功，封平壤县伯（一作平襄县伯）。显庆二年（657年），转右武卫大将军。闰正月二十一日，唐高宗发大兵，分南北两路讨伐西突厥阿史那贺鲁，北路的主帅是伊丽道行军大总管苏定方，南路则由阿史那弥射和左屯卫大将军阿史那步真统领。阿史那弥射出任流沙道安抚大使。西突厥汗国亡后，唐朝在当地设置了昆陵、蒙池两个都护府，十月，以阿史那弥射为左卫大将军、兴昔亡可汗，统辖咄陆五部。显庆三年（658年）三月，加拜昆陵都护。显庆四年（659年）三月，与阿史那步真进军双河（今新疆乌苏县雅马渡口）西，攻杀真珠叶护可汗。龙朔二年（662年），与继往绝可汗兼濛池都护阿史那步真随苏海政征龟兹。他与阿史那步真有矛盾，阿史那步真向苏海政诬告他谋反，被苏海政斩杀。

## 后代
子
- 阿史那元庆
- 阿史那仆罗
- 阿史那拔布

孙
- 阿史那俀子
- 阿史那献

曾孙
- 阿史那震

## 延伸阅读
[在维基数据编辑]
 《舊唐書·卷194下》，出自刘昫《舊唐書》